# 皱籽栝楼
皱籽栝楼（学名：Trichosanthes rugatisemina）为葫芦科栝楼属下的一个种。